# Odontosphindus clavicornis
Odontosphindus clavicornis är en skalbaggsart som beskrevs av Thomas Casey 1898. Odontosphindus clavicornis ingår i släktet Odontosphindus och familjen slemsvampbaggar. Inga underarter finns listade i Catalogue of Life.